# دهستان زیلایی
دهستان زیلایی، یکی از دهستان‌های بخش زیلایی شهرستان مارگون در استان کهگیلویه و بویراحمد ایران است. مرکز این دهستان، روستای ماشمی است.

## جمعیت
بر پایه سرشماری عمومی نفوس و مسکن در سال ۱۳۹۵، جمعیت دهستان زیلایی برابر با ۴٬۸۱۱ نفر بوده است.